# Hammerbrookschleuse
Die Hammerbrookschleuse ist ein technisches Bauwerk im Hamburger Hafen. Die Schleuse steht unter Denkmalschutz.

## Beschreibung
Die Schleuse befindet sich im Oberhafen in Hamburg-Hammerbrook. Als Stauwehr dient sie der Regulierung der Tide des an dieser Stelle von der Norderelbe abzweigenden Schleusenkanals. Die Schleusenkammer, deren ursprüngliche Tore nicht erhalten geblieben sind, gehört teilweise zum Stadtdeich. Die östliche Erweiterung des Bauwerks verfügt über ein mittig gelagertes Drehtor mit zwei Klappschützen in den beiden unteren Ecken, die zur Regulierung des Wasserstands genutzt wurden.

## Geschichte
Die Schleuse wurde von 1844 bis 1847 nach Plänen von Johann Hermann Maack erbaut und 1865/66 erweitert. Sie entstand im Zuge der Erschließung des Hammerbrooks.
Von 2008 bis 2009 wurde die Schleuse überarbeitet. Dabei erhielten die Stahlbauteile einen neuen Korrosionsschutz; das elbseitige Segmenttor wurde auf 7,90 Meter, das binnenseitige Stemmtor und die Schleusenkammer auf 7,60 Meter über NN erhöht.